# Lymeon rufinotum
Lymeon rufinotum là một loài tò vò trong họ Ichneumonidae.